# Dichroa daimingshanensis
Dichroa daimingshanensis är en hortensiaväxtart som beskrevs av Y.C. Wu. Dichroa daimingshanensis ingår i släktet Dichroa och familjen hortensiaväxter. Inga underarter finns listade i Catalogue of Life.